# NGC 4201
NGC 4201 é uma galáxia lenticular (S0) localizada na direcção da constelação de Virgo. Possui uma declinação de -11° 35' 00" e uma ascensão recta de 12 horas, 14 minutos e 41,9 segundos.
A galáxia NGC 4201 foi descoberta em 1886 por Frank Leavenworth.